# Conférence de Seelisberg

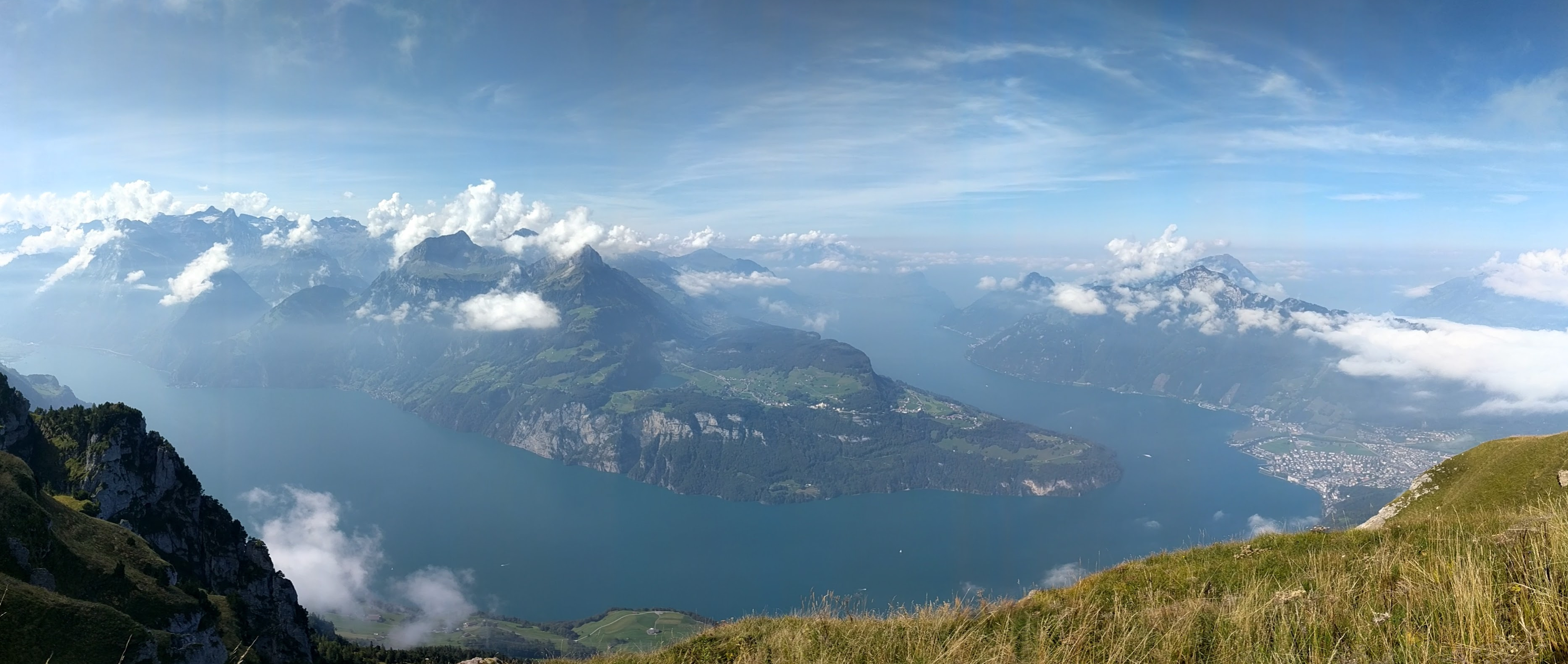
Vue de Seelisberg

La conférence de Seelisberg est une conférence internationale extraordinaire qui s'est tenue dans le petit village de Seelisberg en Suisse, du 30 juillet au 5 août 1947, peu après la fin de la Seconde Guerre mondiale. Elle a réuni, à l'initiative du Council of Christians and Jews britannique, des personnalités juives et chrétiennes, bouleversées par la tragédie de la Shoah. Elle a permis d'étudier les causes de l’antijudaïsme ou antisémitisme chrétien. Elle a débouché sur un Appel adressé aux Églises enjoignant aux chrétiens de rester fidèles « au message de Jésus-Christ sur la miséricorde de Dieu et l’amour du prochain », et sur les « dix points de Seelisberg » qui sont le fondement du dialogue judéo-chrétien contemporain.

## Personnalités participantes
Parmi les 65 personnalités venues de 17 pays, on comptait :
- 28 Juifs, dont Jules Isaac, le rabbin Jacob Kaplan, adjoint au grand-rabbin de France, le rabbin Alexandre Safran, grand-rabbin de Roumanie, l'écrivain Josué Jéhouda, de Genève, le rabbin Georges Vadnaï, le professeur Selig Brodetzki, président du Conseil représentatif des Juifs d'Angleterre ;
- 23 protestants, dont le pasteur presbytérien américain Everett R. Clinchy, président de la National conference of christians and jews (NCCJ, devenue plus tard la National Conference for Community and Justice) et du Conseil international des chrétiens et des juifs (International council of christians and jews), le Suisse Pierre Visseur, secrétaire de la conférence et secrétaire du Conseil international des chrétiens et des juifs[3] ;
- 9 catholiques, dont le père Marie-Benoît Péteul, le père Calliste Lopinot, l'abbé Charles Journet, le père Jean de Menasce et le père Paul Démann.
- 2 orthodoxes grecs.

## Débats sur les causes de l'antijudaïsme chrétien
Cruellement éprouvé par la mort en déportation de sa femme et de sa fille, l’historien français Jules Isaac achève en 1946 la rédaction de son livre intitulé « Jésus et Israël », dans lequel il révèle les racines chrétiennes de l’antijudaïsme et réclame l’instauration d’un dialogue véritable entre Juifs et Chrétiens. En annexe du livre (pages 575-578), il propose 18 points comme base pour corriger l’enseignement chrétien sur les Juifs. Les débats de la Conférence de Seelisberg furent introduits par ces thèses préparées par Jules Isaac.
Les conclusions des travaux de la Conférence étaient très proches de ses propositions.
Historiquement, l'antijudaïsme ou antisémitisme chrétien et surtout catholique provenait entre autres de certains des 59 canons du concile (régional) de Laodicée qui eut lieu vers 364 à Laodicée, métropole de la Phrygie, province de l'Asie Mineure, sous l'empereur romain Théodose le Grand.
On s'accorde à le situer vers 364 (date notée par Justel dans le Code de l'Église Universelle) mais sa date exacte reste incertaine. La seule certitude est qu'il se tint avant le Ier concile de Constantinople de 381. Certains de ces 59 canons, notamment les numéros 29, 37 et 38, étaient les précurseurs historiques de ce christianisme antijudaïque.[réf. nécessaire]

## Introduction aux dix points
Les dix points retenus par les intervenants sont précédés par un texte intitulé Appel adressé aux Églises. Celui-ci fait le constat de l'« explosion d’antisémitisme » qui a entraîné « l’extermination de millions de juifs vivant au milieu des chrétiens ». Il met en garde contre la persistance de cet antisémitisme, qui pourrait même augmenter dans le monde et « empoisonner l’âme des chrétiens ». En effet, pour les auteurs, si les Églises chrétiennes se sont souvent prononcées contre l'antisémitisme, on observe cependant la présence, parmi les chrétiens, de sentiments de haine et de mépris vis-à-vis du peuple juif.
Le texte en appelle à la fidélité, chez les chrétiens, « au message de Jésus-Christ sur la miséricorde de Dieu et l’amour du prochain ».
Il insiste aussi pour que cette fidélité se traduise par une intention claire d'éviter « toute présentation ou toute conception du message chrétien qui favoriserait l’antisémitisme sous quelque forme que ce soit ».
Les dix points suivants, qui concluent les échanges s'étant tenus à Seelisberg, sont des repères donnés aux Églises pour les aider à mettre fin à l'animosité vis-à-vis des Juifs et les encourager, au contraire, à « l’amour fraternel à l’égard du peuple de l’Ancienne Alliance, si durement éprouvé ».

## Les dix points de Seelisberg
Les dix points adoptés sont largement inspirés des 18 propositions de l'historien français Jules Isaac pour éradiquer les préjugés contre les juifs :
1. Rappeler que c'est le même Dieu vivant qui nous parle à tous, dans l'Ancien comme dans le Nouveau Testament.
2. Rappeler que Jésus est né d'une Vierge juive, de la race de David et du peuple d'Israël, et que Son amour éternel et Son pardon embrassent son propre peuple et le monde entier.
3. Rappeler que les premiers disciples, les apôtres et les premiers martyrs, étaient juifs.
4. Rappeler que le précepte fondamental du christianisme, celui de l'amour de Dieu et du prochain, promulgué déjà dans l'Ancien Testament, et confirmé par Jésus, oblige « Chrétiens et Juifs » dans toutes les relations humaines, sans aucune exception.
5. Éviter de rabaisser le judaïsme biblique ou post-biblique dans le but d'exalter le christianisme.
6. Éviter d'user le mot « Juifs » au sens exclusif de « ennemis de Jésus » ou de la locution « ennemis de Jésus » pour désigner le peuple juif tout entier.
7. Éviter de présenter la Passion de telle manière que le caractère odieux de la mise à mort de Jésus retombe sur les Juifs seuls. Ce ne sont pas les Juifs qui en sont responsables, car la Croix, qui nous sauve tous, révèle que c'est à cause de nos pêchés à tous que le Christ est mort. (Rappeler à tous les parents et éducateurs chrétiens la grave responsabilité qu'ils encourent du fait de présenter l'Évangile et surtout le récit de la Passion d'une manière simpliste. En effet, ils risquent par là d'inspirer, qu'ils le veuillent ou non, l'aversion dans la conscience ou le subconscient de leurs enfants ou auditeurs. Psychologiquement parlant, chez des âmes simples, mues par un amour ardent et une vive compassion pour le Sauveur crucifié, l'horreur qu'ils éprouvent tout naturellement envers les persécuteurs de Jésus, tournera facilement en une haine généralisée des Juifs de tous les temps, y compris ceux d'aujourd'hui.)
8. Éviter de rapporter les malédictions, scripturaires et le cri d'une foule excitée : « Que son sang retombe sur nous et sur nos enfants », sans rappeler que ce cri ne saurait prévaloir contre la prière infiniment plus puissante de Jésus : « Père, pardonnez-leur, car ils ne savent pas ce qu'ils font. »
9. Éviter d'accréditer l'opinion impie que le peuple juif est réprouvé, maudit, réservé pour une destinée de souffrances.
10. Éviter de parler des Juifs comme s'ils n'avaient pas été les premiers à être de l'Église[6],[8],[9].

## Postérité
Ce texte reçut l'approbation des autorités religieuses chrétiennes. Il servit de texte de référence pour les chrétiens avant de devenir avec le temps une véritable « charte » pour les relations entre juifs et chrétiens, utilisée par différentes associations judéo-chrétiennes telles que l'International Council of Christians et Jews (ICCJ) , et l'Amitié judéo-chrétienne de France (AJCF) fondées toutes les deux l’année suivante, en 1948,.
Trois ans après les conférences de Seelisberg, des théologiens protestants et catholiques se sont réunis à Bad Schwalbach (Allemagne), en juillet 1950. Ils ont cherché à formuler les fondements bibliques des dix points de Seelisberg. Leurs travaux, connus sous le nom de Thèses de Bad Schwalbach, ont jeté les bases d'un renouvellement de la doctrine et de l'enseignement chrétien sur le judaïsme,. Les efforts des Américains de la NCCJ et de son président Everett Clinchy en faveur d'une entente entre chrétiens et Juifs donnent lieu à la naissance en juin 1950 à Paris du mouvement  Fraternité mondiale (World brotherhood).
L'historien Jules Isaac, la personnalité la plus remarquable de la conférence, dont la première étude sur les racines chrétiennes de l'antisémitisme, intitulée Jésus et Israël, fut publiée en 1948, eut ultérieurement des entretiens avec Pie XII, et surtout avec Jean XXIII, auxquels il remit un dossier plaidant pour des modifications positives dans l'enseignement chrétien concernant les Juifs. Ces entretiens eurent une influence sur les changements majeurs qui se produisirent sur les relations entre le judaïsme et le christianisme, jusqu'à trouver leur expression officielle dans la déclaration Nostra Ætate du concile Vatican II sur les relations de l'Église catholique avec les religions non chrétiennes (§ 4 consacré au judaïsme) .